# Мендзижече (Нижньосілезьке воєводство)
Мендзижече (пол. Międzyrzecze) — село в Польщі, у гміні Стшеґом Свідницького повіту Нижньосілезького воєводства.
Населення — 264 особи (2011).
У 1975-1998 роках село належало до Валбжиського воєводства.

## Демографія
Демографічна структура станом на 31 березня 2011 року:
|          | Загалом | Допрацездатний вік | Працездатний вік | Постпрацездатний вік |
| -------- | ------- | ------------------ | ---------------- | -------------------- |
| Чоловіки | 128     | 19                 | 97               | 12                   |
| Жінки    | 136     | 18                 | 78               | 40                   |
| Разом    | 264     | 37                 | 175              | 52                   |